# 柳川明子
柳川 明子（やながわ あきこ、1984年9月3日 - ）は、北日本放送 (KNB) のアナウンサー。

## 来歴
富山県新湊市（現・射水市新湊）で生まれ、富山市呉羽町で育つ。東京学芸大学卒業。
大学を卒業後、2007年に北日本放送に入社。同期に元同局アナウンサーの柴田泰佳と元同局アナウンサーの松平寛未がいる。
結婚後、第1子出産のために2014年1月から産休を取っていた。出産・育休後に職場復帰をするが、第2子出産のために2015年12月から再び産休を取っていた。そして2児の母となった後、2016年12月に再度の職場復帰を果たした。

## 担当番組
- いっちゃん☆KNB 1部（2018年4月5日 - 2019年3月29日、2021年4月1日 - 2023年3月31日） - 木曜・金曜
- いっちゃん☆KNB 3部（KNB news every.） 
  - フィールドキャスター（2010年3月29日 - 2012年3月30日）[2]
  - メインキャスター（2012年4月2日 - 2013年12月27日）[2]
- ズームイン!!SUPER - 富山担当リポーター[2]
- ハイビジョンスケッチ〜旬景とやま〜 - ナレーター[7]
- とれたてワイド朝生! - パーソナリティ（木曜・金曜）
- 高原兄の5時間耐久ラジオ 長て長てこたえられんが - パーソナリティ
- でるラジ - 中継リポーター（水曜）
- KNBニュース
- 歌のない歌謡曲
- とやま情報局
- KNBモーニングすくらんぶる（金曜）